# Ленард-Џоунсов потенцијал
Ленард-Џоунсов потенцијал је један од физичкохемијских модела којим се описује зависност енергије узајамног деловања неутралних честица од њиховог међусобног растојања. Назван је по свом аутору Џону Ленард-Џоунсу. 
Између неутралних честица (атома и молекула) делује сила која, зависно од њиховог међусобног растојања, може бити привлачна или одбојна. На великим растојањима сила је привлачна (ван дер Валсова сила или дисперзиона сила или Лондонова сила) а на малим сила је одбојна. Привлачна сила последица је покретљивости атомског и молекулског наелетрисања због чега неутралне честице могу једна у другој да индукују диполе који се међусобно привлаче. Потенцијална енергија у пољу привлачне силе је негативна. Међутим, на кратким растојањима када наелетрисања из различитих честица почну да се прекривају долази до одбијања честица. Потенцијал у пољу одбојне силе је позитиван. Ленард-Џоунсов потенцијал представља једноставан математички модел у којем је укупни потенцијал међуделовања приказан збиром потенцијала привлачне и одбојне силе. Џон Ленард-Џоунс са универзитета у Бристолу предложио је формулу 1931. године.

## Једначина
Ленард-Џоунсов потенцијал има два члана, позитивни којим се представља одбијање и негативни којим се представља привлачење међу неутралним честицама:
{\displaystyle V(r)=4\varepsilon {\begin{bmatrix}{\begin{pmatrix}{\sigma  \over r}\end{pmatrix}}^{12}-{\begin{pmatrix}{\sigma  \over r}\end{pmatrix}}^{6}\end{bmatrix}}}
Овде {\displaystyle \varepsilon } представља дубину поенцијалне јаме а {\displaystyle \sigma } је радијус честице представљене као чврста сфера. Дакле, члан {\displaystyle {\begin{pmatrix}{1 \over r}\end{pmatrix}}^{6}} означава одбојну силу а члан {\displaystyle {\begin{pmatrix}{1 \over r}\end{pmatrix}}^{12}} привлачну.
Минимум Ленард-Џоунсовог потенцијала постиже се када се деловања привлачне и одбојне силе узајамно пониште. Растојање при којем се то дешава називамо равнотежним:
{\displaystyle r_{0}=2^{1/6}\sigma }.
Сила је негативни градијент потенцијала поља па из горњег израза налазимо зависност силе од растојања:
{\displaystyle \mathbf {F} (r)=-\nabla V(r)=-{\frac {d}{dr}}V(r){\hat {\mathbf {r} }}=4\epsilon \left(12\,{\frac {{\sigma }^{12}}{{r}^{13}}}-6\,{\frac {{\sigma }^{6}}{{r}^{7}}}\right){\hat {\mathbf {r} }}}
Ленард-Џоунсов потенцијал је приближни потенцијал. Облик одбојног члана нема теоријског оправдања; одбојни члан би требало експоненцијално да пада са растојањем. Међутим зависност коју је педложио Ленард-Џоунс је згодна јер се лао израчунава (онд аније било рачунара) као квадрат привлачног члана, {\displaystyle r^{6}}. Привлачни потенцијал који има далеки домет изведен је из Лоноднове дисперзионе силе.
Ленард-Џоунсов потенцијал је релативно добра апроксимација и због једноставности често се користи за описивање гасова, и моделовање дисперзије и преклапања у молекулским моделима. Посебно је згодан за описивање атома инертних гасова а добра је апроксимација при великим и средњим растојањима код неутралних молекула. На цртежу је приказан потенцијал за димер аргона, у поређењу са емпиријским потенцијалом. Мало неслагање последица је нетачности у одбојном делу Ленард-Џоунсовог потенцијала. 

## Алтернативни изрази
Функција Ленард-Џоунсовог потенцијала често се изражава и као
{\displaystyle V(r)=\epsilon \left[\left({\frac {r_{min}}{r}}\right)^{12}-2\left({\frac {r_{min}}{r}}\right)^{6}\right]}
где је 
{\displaystyle \,r_{min}} = {\displaystyle \,2^{1/6}\sigma } равнотежно растојање (растојање на минимуму потенцијала).
Често се користи и облик
{\displaystyle V(r)={\frac {A}{r^{12}}}-{\frac {B}{r^{6}}}}
где је
{\displaystyle \,A=4\epsilon \sigma ^{12}}
{\displaystyle \,B=4\epsilon \sigma ^{6}}
{\displaystyle \sigma =\left({\frac {A}{B}}\right)^{\frac {1}{6}}}
и
{\displaystyle \epsilon ={\frac {B^{2}}{4A}}}.